# Thomas König
Thomas König (Villaco, 11 marzo 1990) è un ex sciatore alpino austriaco.

## Biografia
Originario di Arnoldstein e attivo in gare FIS dal dicembre del 2005, in Coppa Europa König esordì il 7 gennaio 2008 a Nauders in slalom speciale, senza completare la prova. Nel 2010 prese parte a due gare di Coppa del Mondo, gli slalom speciali disputati a Zagabria Sljeme il 6 gennaio e a Kitzbühel il 24 gennaio, senza concluderli, e ottenne nella medesima specialità il miglior piazzamento in Coppa Europa, il 22 gennaio a Bansko (10º).
Prese per l'ultima volta il via in Coppa Europa il 24 gennaio 2012 a Zell am See in slalom speciale, senza completare la prova, e si ritirò al termine di quella stessa stagione 2011-2012; la sua ultima gara fu lo slalom speciale dei Campionati austriaci 2012, disputato il 20 marzo a Innerkrems e non completato da König. In carriera non prese parte a rassegne olimpiche o iridate.

## Palmarès

### Coppa Europa
- Miglior piazzamento in classifica generale: 148º nel 2010

### Campionati austriaci
- 1 medaglia:
  - 1 oro (combinata nel 2009[1])